# Pierre de Burlet
Pierre Emile Léon Charles de Burlet (Nijvel, 27 juli 1876 - aldaar, 10 mei 1938) was een Belgisch volksvertegenwoordiger.

## Biografie
Jonkheer de Burlet was de jongste zoon uit het eerste huwelijk van premier Jules de Burlet en Julia Van Put. Hij was een kleinzoon van Jozef Cornelis Van Put, burgemeester van Antwerpen. Hij trouwde in 1904 in Nijvel met Marie-Thérèse du Bois (1883-1964). Ze kregen twee dochters, met afstammelingen tot heden.
Na gepensioneerd te zijn als cavalerieofficier, werd hij verkozen tot gemeenteraadslid (1911) en schepen (1912-1919) van Nijvel. Van 1919 tot 1921 was hij burgemeester van die gemeente.
In 1921 werd hij verkozen tot katholiek volksvertegenwoordiger voor het arrondissement Nijvel en oefende dit mandaat uit tot in 1936.